# Jewgeni Frolowitsch Mischtschenko
Jewgeni Frolowitsch Mischtschenko (russisch Евгений Фролович Мищенко; * 9. März 1922 in Wjasniki; † 20. Juli 2010 in Moskau) war ein russischer Mathematiker und Hochschullehrer.

## Leben
Mischtschenko besuchte die Mittelschule und interessierte sich schon früh für die Mathematik. Unter dem Einfluss seines Schullehrers begann er Vorlesungen des Physikers Alexander Alexandrowitsch Andronow und seiner Mitarbeiter in Gorki zu besuchen. Dazu begann er einen Briefwechsel mit Pawel Sergejewitsch Alexandrow, der den begabten Schüler unterstützte. 1940–1946 diente er in der Roten Armee. Während des Deutsch-Sowjetischen Krieges gehörte er zur Karelischen Front.
1946 begann Mischtschenko das Studium an der Fakultät für Mechanik und Mathematik der Lomonossow-Universität Moskau (MGU), das er 1951 abschloss. Darauf war er Aspirant am Lehrstuhl für Geometrie und Topologie bei  Pawel Sergejewitsch Alexandrow (bis 1953). Während dieser Zeit begann die Zusammenarbeit mit Lew Semjonowitsch Pontrjagin. Bald war er einer der engsten Mitarbeiter Pontrjagins und konzentrierte sich vollständig auf die Theorie der Differentialgleichungen und der Steuerungsprozesse.
Ab 1952 arbeitete Mischtschenko im 1934 gegründete Steklow-Institut für Mathematik (MIAN) der Akademie der Wissenschaften der UdSSR (AN-SSSR) in Moskau. 1959 wurde er mit seiner Dissertation über asymptotische Methoden in der Theorie der Relaxationsschwingungen zum Doktor der physikalisch-mathematischen Wissenschaften promoviert. Im gleichen Jahr wurde er Vizedirektor des Instituts. Er wurde Professor und hielt im Moskauer Institut für Physik und Technologie eine Vorlesung über Differentialgleichungen. Zu seinen Schülern gehörten Nikolai Christowitsch Rosow und Juri Ledjajew. 1984 wurde er Wirkliches Mitglied der AN-SSSR. 1994 wurde er emeritiert und Berater der nun Russischen Akademie der Wissenschaften (RAN).
Mischtschenkos Arbeitsschwerpunkte waren die Topologie, die Gewöhnlichen Differentialgleichungen, die Theorie der singulären Störungen, die Theorie der Schwingungen, die Theorie der Optimierung und die Spieltheorie. Er war Autor von 261 Veröffentlichungen. Zusammen mit Lew Semjonowitsch Pontrjagin, Wladimir Grigorjewitsch Boltjanski und Rewas Gamqrelidse verfasste er 1961 die Monografie über die mathematische Theorie der optimierten Prozesse. 1995 verfasste er zusammen mit seinen Studenten die Monografie über periodische Schwingungen und Bifurkationsprozesse in singulär gestörten Systemen.
Mischtschenko wurde auf dem Moskauer Friedhof Trojekurowo begraben.

## Ehrungen, Preise
- Leninpreis (1962)[3]
- Orden des Roten Sterns (1975)
- Orden des Roten Banners der Arbeit (1975)
- Krylow-Preis der AN-SSSR (1980)[3]
- Orden der Oktoberrevolution (1982)
- Orden des Vaterländischen Krieges I. Klasse (1985)
- Preis des Verlags MAIK Nauka (1998)
- Verdienstorden für das Vaterland IV. Klasse (1999)
- Demidow-Preis (2008)[3]